# Enseignement privé hors contrat
Pour un article plus général, voir Enseignement privé en France.
Un établissement scolaire privé hors contrat en France est une école privée qui n'a pas signé d'accord avec l'État français. Il est libre de choisir ses programmes, ses méthodes, ses horaires, ses enseignants ... ce qui le différencie du reste de l'enseignement privé en France. En revanche, il doit impérativement permettre à ses élèves d'acquérir les connaissances du socle commun de compétences, de connaissances et de culture. Les établissements hors contrat sont inspectés sur le plan pédagogique et administratif dès la 1re année de leur fonctionnement. D'autres contrôles peuvent être organisés par la suite.
Toute nouvelle école est un établissement hors contrat pendant au moins cinq ans avant de pouvoir signer un contrat avec l’État, si elle le souhaite.
L'État ne prend pas en charge la rémunération des enseignants et ne distribue aucun financement ou subvention aux établissements hors contrat. Ils  recrutent donc leurs enseignants et les rémunèrent. Au total, d’après les statistiques du ministère de l’Éducation nationale, on compte 1801 établissements privés hors contrat en 2021 (1071 écoles, et 730 collèges et lycées).
Il s'agit pour la plupart d'écoles laïques ou aconfessionnelles, ou encore à pédagogies dites « alternatives ». Parmi ces dernières, les plus connues sont sans doute des écoles appliquant la pédagogie Montessori mais également Freinet, Steiner, Decroly, etc.. Un peu plus d'un tiers des écoles hors contrats sont confessionnelles (toutes religions confondues).

## Histoire
En 2007, le président de la République Nicolas Sarkozy donne instruction au ministre de l’Éducation nationale Xavier Darcos d'encourager le développement des écoles privées y compris hors contrat : « Vous ne dissuaderez pas les établissements privés de s’installer dans des quartiers en difficulté et, au contraire, vous soutiendrez, lorsqu’ils existent, de tels projets d’installation, dans le respect des grands équilibres nationaux », et ce malgré les dysfonctionnements majeurs et l'important échec scolaire mis en avant dans différents rapports portant sur les établissements hors contrat,.
En 2008, la Fondation pour l'école est créée et aussitôt reconnue d'utilité publique. Le but de cette fondation est de soutenir, financer et accompagner la création et le développement d’écoles hors contrat.
En 2016, la ministre de l'Éducation nationale Najat Vallaud-Belkacem a tenté de soumettre l’ouverture de ces établissements à une autorisation préalable, afin qu'ils se conforment aux programmes de l'Éducation nationale et de prévenir les risques d'écoles radicalisantes. La Fondation pour l'école a dénoncé la volonté de la ministre que « tout le monde passe par le même moule ». Le projet est finalement censuré par le Conseil constitutionnel le 26 janvier 2017.

## Situation
En France, la liberté de l'enseignement fait partie des principes fondamentaux. C'est l'enseignement public qui domine largement le paysage éducatif, scolarisant 12 millions d'élèves sur les 15 millions d'élèves scolarisés en France.
L'enseignement privé qui, lui, scolarise plus de 2 millions d'élèves, existe sous quatre formes :
1. enseignement privé sous contrat d'association avec l'État, de loin la plus importante (près de 2,2 millions d'élèves en 2017[10]). Cet enseignement dépend souvent de l'enseignement catholique ;
2. enseignement privé sous contrat simple, plus rare ;
3. enseignement privé hors contrat, plus rare, scolarise environ 130 000 élèves en 2024[11] ;
4. l'instruction en famille, plus rare.

Ces divers établissements existent tant au niveau des écoles maternelles et école primaires qu'au niveau des collèges et lycées (enseignement secondaire général ou technique, mais aussi des lycées professionnels), et quelques écoles d'enseignement supérieur.
En 2020, les établissements scolaires hors contrat sont au nombre de 1571, dont 70 % sont non confessionnels, généralement des écoles bilingues ou utilisant la méthode Montessori, la méthode Steiner ou une pédagogie liée à la nature. Les 30 % restant revendiquent une appartenance religieuse (17 % catholiques, 5 % musulmanes, 4 % juives et 4 % protestantes).
| Année | Aconfessionnelle | Catholique | Protestante | Musulmane | Juive | Autre |
| ----- | ---------------- | ---------- | ----------- | --------- | ----- | ----- |
| 2019  | 70 %             | 18 %       | 4 %         | 4 %       | 4 %   | 0 %   |
| 2020  | 70 %             | 17 %       | 4 %         | 5 %       | 4 %   | 0 %   |
| 2021  | 71 %             | 17 %       | 3 %         | 5 %       | 3 %   | 1 %   |
| 2022  | 77,9 %           | 12,9 %     | 2,5 %       | 3,3 %     | 3,1 % | 0,3 % |
| 2024  | 73,0 %           | 16,4 %     | 3,3 %       | 3,7 %     | 3,6 % | 0 %   |

Il y a également une progression d'ouvertures d'écoles par an : 31 en 2012, 38 en 2013, 51 en 2014, 67 en 2015, 93 en 2016, 122 en 2017, 157 en 2018, 113 en 2019 et 106 en 2020, 121 pour l’année 2022.